# A ló és kis gazdája
A ló és kis gazdája (The Horse and His Boy) C. S. Lewis regénysorozatának, a Narnia krónikáinak harmadik kötete. Bár a könyv maga csak 1954-ben jelent meg, mint 5. kötet, azonban időrendileg mégis ez a harmadik rész. A könyv egy calormeni fiúrúl szól, aki kalandos események után eljut Narnia országába. A regényt magyarul először a Szent István Társulat adta ki, K. Nagy Erzsébet fordításában, 1989-ben.

## Cselekmény
|  | Alább a cselekmény részletei következnek! |

Még Narnia aranykorában élt egy Shasta nevű fiú a Narniától délre fekvő calormeni királyságban. Szinte rabszolgaként kezelte az apja. Egy nap azonban érkezett egy tarkaan (calormeni nemes), aki az apjától meg akarta venni a fiút. Shasta kihallgatta őket. Meghallotta, ahogy az "apja" elmondja, hogy valójában egy csónakban találta a fiút, és magához vette. Shasta azon gondolkodott, hogy jó gazda-e a tarkaan, amikor gondolkodásában megszólította nemes lovát ("Bárcsak tudnál beszélni, pajtikám!"), mikor a ló válaszol ("Hiszen tudok.") Megismerkednek, majd a ló (a neve Bree) elmondja, hogy a tarkaan rossz ember. Ennek hatására Shasta úgy döntött, elszökik. A ló elmondta, hogy ő valójában narniai ló, és hogy oda tart, de egyedül semmi esélye.  
Két napig nyugodtan mennek, amíg a következő este találkoznak egy másik szökevénypárral. Aravisszal és lovával, Hwinnel. Aravis a férjhez adás elől menekül narniai lovával. Így együtt eljutnak a birodalom fővárosáig, Tashbaanig. A városba ugyan bejutnak, de ott nem várt dolgok történnek. Éppen akkor jár a városban a narniaiak küldöttsége, és Shastát összetévesztik egy narniai herceggel. Így a fiúnak az északiakkal kell mennie. Nem jönnek rá, hogy a fiú valójában nem herceg. Azonban némi idő eltelte után betoppan az igazi herceg, Corin. Shasta Corin segítségével kijut a palotából, majd később a városból is. Eljut a megbeszélt találkozópontig, a királysírokig.
Ezalatt Aravis és a két ló is bajba keveredett. Aravist felismerte egy régi barátnője, és azonnal maga mellé ültette. Ugyan Aravis elkerülte, hogy mások is felismerjék. Lasaraleen barátnője segített neki. A tisroc (a calormeni király) palotájában ünnepséget szerveztek, és mialatt a parti tartott, Aravis kiszökött a hátsó kertben. Azonban a szökés közben akaratlanul is kihallgattak egy tervet. Mivel Susan királynő visszautasította a tisroc fiának házassági ajánlatát, így a trónörökös egy gyors hadjáratot akart indítani, és megtámadni Narniát. Így újra együtt voltak mind a négyen. Elindultak az Archenland (Narniától délre fekvő békés ország) és Calormen között húzódó sivatagon keresztül. Két nap viszontagságai után végül megérkeztek Archenland déli határvonalát őrző remete házához. De Shastának tovább kellett mennie, megvinni a hírt a készülő támadásról. Még idejében odaért a király vadászcsapatához, így időben fel tudtak készülni a támadásra.
Shasta eltévedt Archenland felé menet, de útközben találkozott Aslannal, a mindenség urával. De végül Narniába érkezett, ahol pár állat segítségével értesítette a narniai királynőt. Később megérkezett a narniai felmentősereg, és harcba indultak. Ekkor már a calormeni sereg ostromolta az archenlandi várat -sikertelenül. Végül a narniai sereggel együtt legyőzték a tisroc fiát. Kiedrült, hogy Shasta valójában Archenland királyának, Lune királynak elveszettnek hitt fia, Cor herceg. A tisroc fiát, Rabadash herceget Aslan szamárrá változtatta. Aravisból később királynő lett Cor oldalán.
|  | Itt a vége a cselekmény részletezésének! |

## Szereplők

### Főszereplők
- Shasta (Cor herceg)
- Aravis
- Nyehi-nyíhaha-ha-he-bree (Bree)
- Hwin
- Aslan
- Rabadash
- Corin herceg

### Mellékszereplők
- Arsheesh, Shasta nevelőapja
- Lasaraleen
- Lune király
- A Tisrock

## Magyarul
- A ló és kis gazdája; ford. K. Nagy Erzsébet; Szt. István Társulat, Bp., 1995
- A ló és kis gazdája; ford. K. Nagy Erzsébet, átdolg. Háy János; M&C Kft., Bp., 2006 (Narnia krónikái)